# 胎生鳞茎早熟禾
胎生鳞茎早熟禾（学名：Poa bulbosa var. vivipara）为禾本科早熟禾属下的一个变种。